# Kardavec

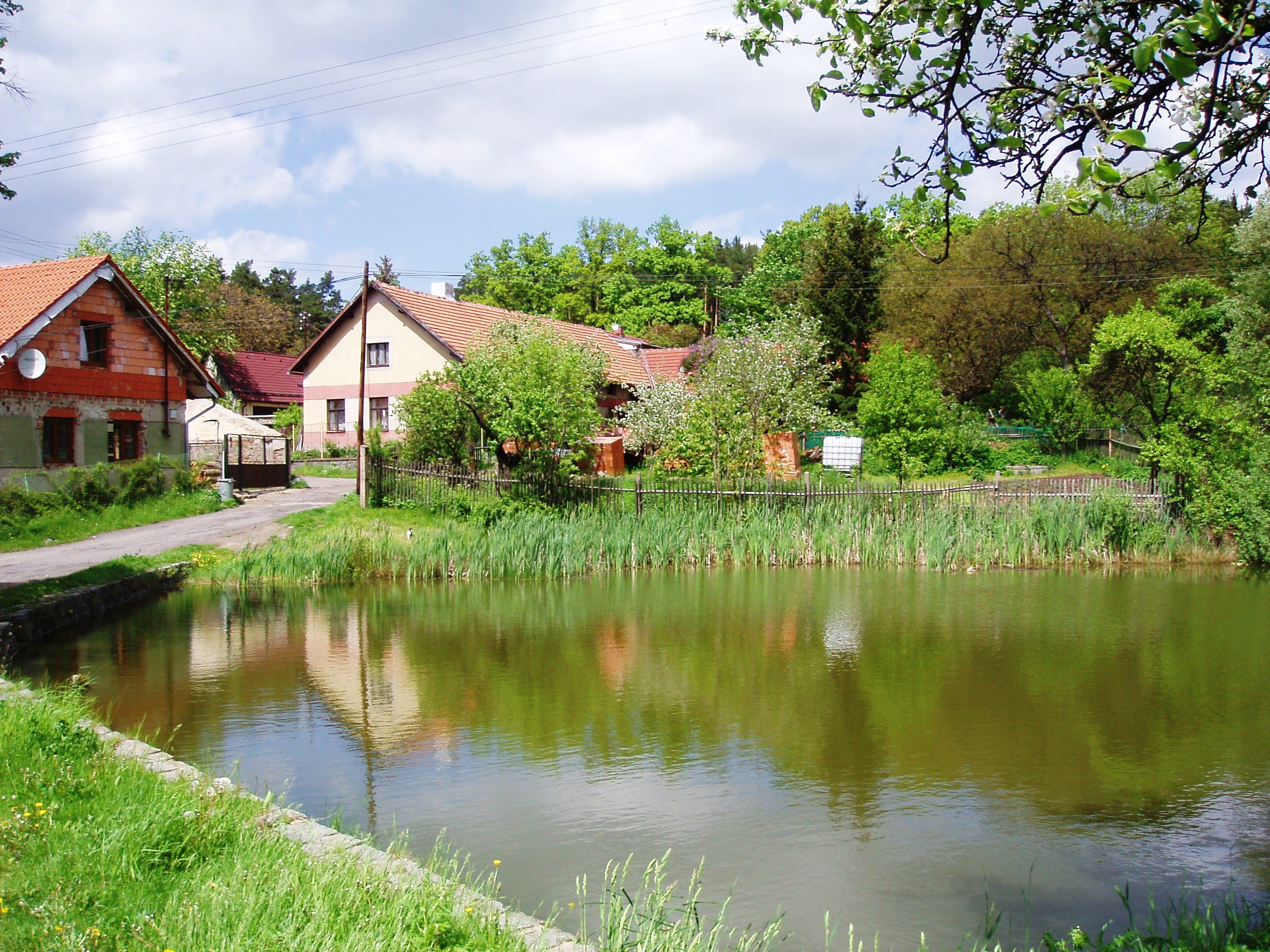
Dorfplatz

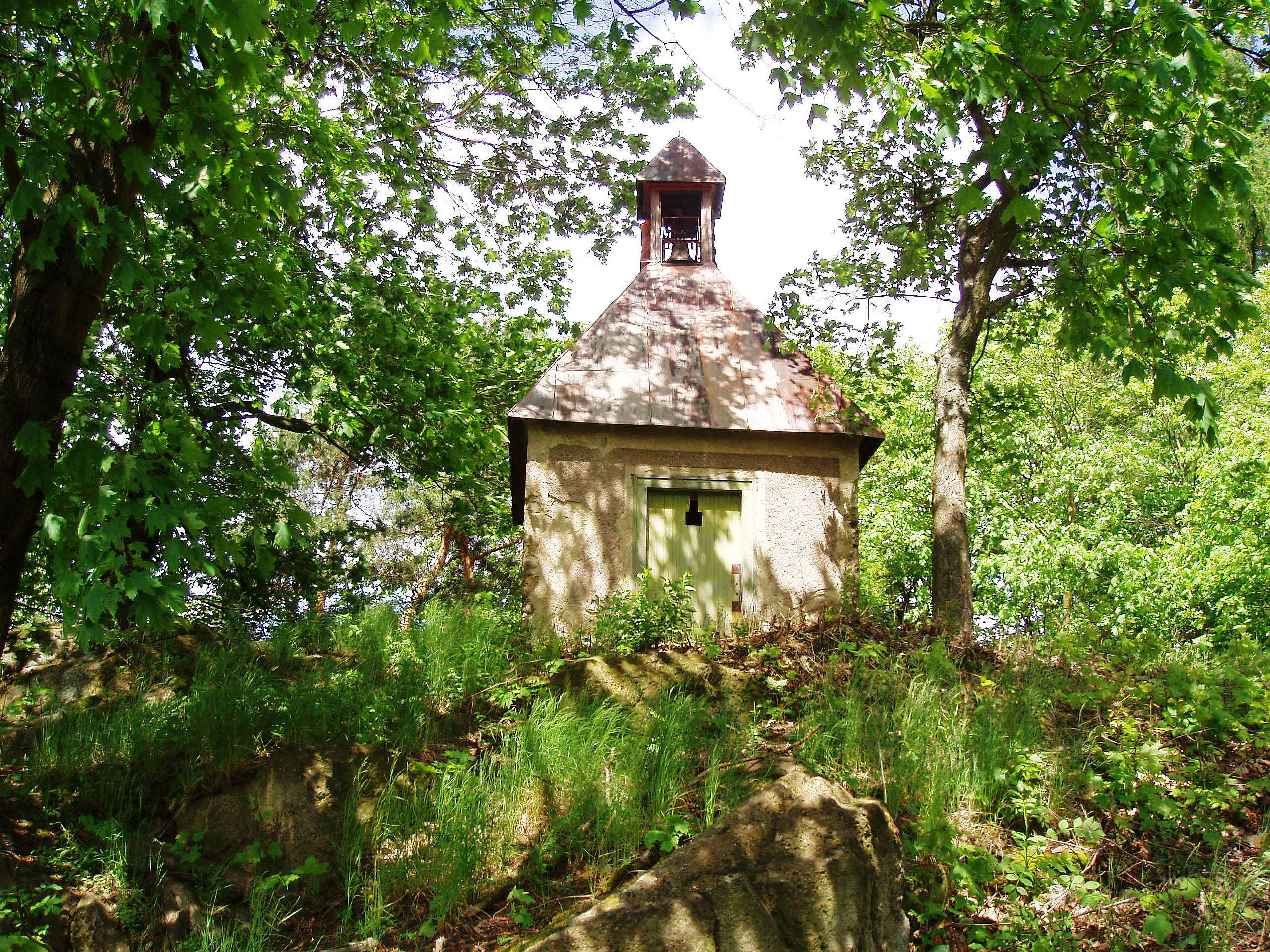
Kapelle

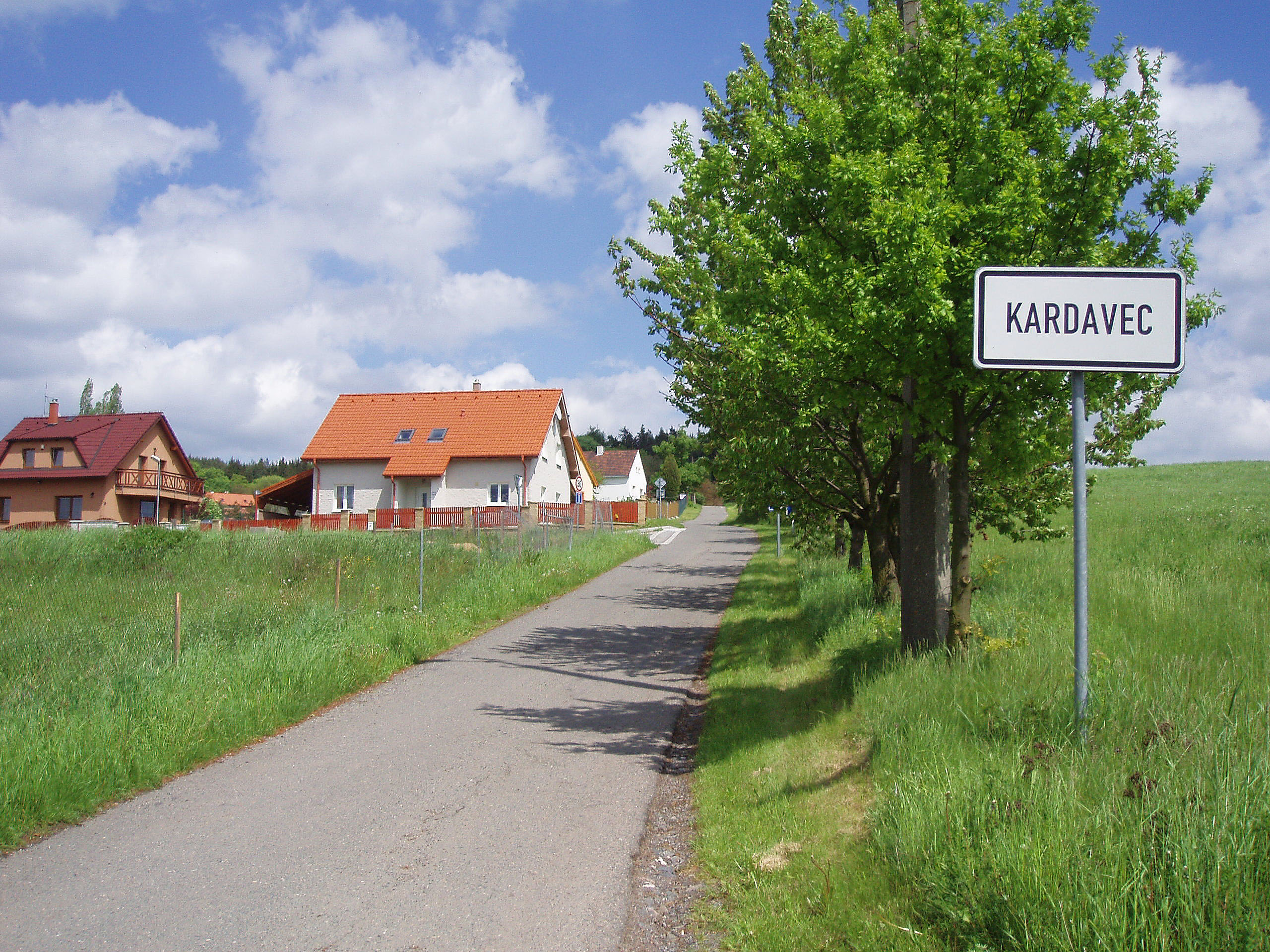
Ortseinfahrt

Kardavec, bis 1946 Německé Paseky (deutsch Deutsch Passek) ist ein Ortsteil der Gemeinde Hluboš in Tschechien. Er liegt fünf Kilometer nördlich des Stadtzentrums von Příbram und gehört zum Okres Příbram.

## Geographie
Kardavec befindet sich rechtsseitig über dem Tal der Litavka in der Příbramská pahorkatina (Příbramer Hügelland). Das Dorf liegt gegenüber der Einmündung des Baches Drahlínský potok. Nördlich erheben sich der Krsov (500 m n. m.) und der Prašivý vrch (494 m n. m.), im Nordosten der Malý Chlum (591 m n. m.), östlich die Dráska (527 m n. m.), im Südosten die Jezírka (518 m n. m.) und der Strážný (559 m n. m.), südlich die Květná (543 m n. m.) und der Na Homoli (479 m n. m.), im Südwesten die Jalovčiny (519 m n. m.), westlich die Hůrka (535 m n. m.) sowie im Nordwesten die Sádka (709 m n. m.) und die Za Královkou (566 m n. m.). Am westlichen Ortsrand verläuft die Staatsstraße II/118 zwischen Příbram und Jince.
Nachbarorte sind Loudilka und Hluboš im Norden, Náves, Chlum, Vršek und Pičín im Nordosten, Žírovy und Kotenčice im Osten, Občov, Dubenec und Dubno im Südosten, Skorotín, Nová Hospoda, Drátovna und Trhové Dušníky im Süden, Valcha, Lhota u Příbramě und Hůrky im Südwesten, Malý Drahlín, Drahlín und Sádek im Westen, sowie Zděný Mlýn, Pičínský Mlýn und Bratkovice im Nordwesten.

## Geschichte
In den 1630er Jahren begann die Besitzerin des Gutes Hluboš, Magdalena Bechinie von Olbramovice mit dem Wiederaufbau des durch den Dreißigjährigen Krieg verwüsteten und verödeten Gutes. Sie vererbte es 1636 hälftig ihrem dritten Ehemann Jan Humprecht von Račín und ihren Kindern. Dieser holte zum Betrieb der Eisenhütte, die bei der Pičínský Mlýn gestanden war, sowie der Eisenhämmer an der Litavka deutsche Hütten- und Hammerleute ins Land. Oberhalb der Hütte wurde der Wald geschlagen und um 1636 die neue Siedlung Teutsch-Pasek angelegt. Auf gleiche Art entstand auch flussabwärts die Siedlung Dominikal-Pasek. Die neuen Siedler blieben freie Leute, die lediglich ihre Arbeit gegen Bezahlung verrichteten; erst ihre auf dem Gebiet der Herrschaft geborenen Kinder wurden zu robotpflichtigen Untertanen. Für die Kinder der deutschen Siedler ließen die Herren von Račín in Dominikal-Pasek eine deutsche Schule einrichten. Im Laufe der Zeit wurden die deutschen Siedler assimiliert, noch heute gibt es in der Gemeinde Hluboš eine große Zahl  deutschstämmiger Familiennamen wie Saxl, Lenc, Simmer, Vimr und Steiner.
Im Jahre 1705 wurden die Herren Bechinie von Lazan Besitzer der Herrschaft Hlubosch. Bis 1714 gehörte Teutsch-Pasek zum Podbrder Kreis, danach wurde die Herrschaft Teil des Berauner Kreises. 1741 übernahm Johann Anton Hochberg von Hennersdorf die Güter Hlubosch und Pitschin, wobei Hlubosch der Besitz seiner Frau Marie Bechinie von Lazan war. In den 1770er Jahren schlossen die Grafen Hochberg von Hennersdorf Hlubosch und Pitschin zu einer Herrschaft Hlubosch zusammen. Sie ließen das Schloss barock umgestalten sowie den Park und ein großes Gewächshaus anlegen. Mit kaiserlicher Bewilligung ließ Anton Hochberg von Hennersdorf die völlig überschuldete Herrschaft am 30. November 1816 in einer Lotterie ausspielen. Das große Los zog dabei ein Wiener Hofsattler, der die Herrschaft umgehend an Otto Victor I. von Schönburg-Waldenburg verkaufte. 1826 veräußerte Fürst Otto Victor die Herrschaft an seine Schwägerin Louise Fürstin zu Schönburg-Hartenstein, geborene von Schwarzenberg, die Ehefrau seines Bruders Eduard. Im Jahre 1835 verkaufte Fürstin Louise die Herrschaft Hlubosch für 220.000 Gulden an den ehemaligen Gouverneur des preußischen Fürstentums Neuenburg, Ludwig von Pourtalès.
Im Jahre 1846 bestand Teutsch-Pasek aus 30 Häusern mit 211 Einwohnern. Im Ort gab es eine dreigängiges Mühle mit Ölpresse sowie ein Wirtshaus. Abseits lagen die aus fünf Häusern bestehende Einschicht Žirow (Žirovy) mit einem obrigkeitlichen Meierhof und einer obrigkeitlichen Schäferei. Der herrschaftliche Hochofen bei Bradkowitz war außer Betrieb. Pfarrort war Pitschin. Bis zur Mitte des 19. Jahrhunderts blieb Teutsch-Pasek der Herrschaft untertänig.
Nach der Aufhebung der Patrimonialherrschaften bildete Německé Paseky / Deutsch-Passek ab 1850 einen Ortsteil der Gemeinde Hluboš im Gerichtsbezirk Příbram. Ab 1868 gehörte Německé Paseky zum Bezirk Příbram. Nach der Einstellung des Eisenhütten- und Eisenhammerbetriebs fand ein Großteil der Bewohner neue Beschäftigung in den Birkenberger Gruben. Im Jahre 1872 verkaufte die Familie von Pourtalès die Grundherrschaft Hluboš an Karl Fürst zu Oettingen-Wallerstein. 1892 wurde Německé Paseky von Pičín nach Hluboš umgepfarrt. Im Jahre 1921 gab es in Německé Paseky 36 schulpflichtige Kinder, sie wurden in Hluboš unterrichtet. 1941 wurde in Německé Paseky Geld für den Anschluss an das Elektrizitätsnetz gesammelt, wegen des Krieges kamen die Pläne nicht zur Ausführung. 1946 wurde Německé Paseky in Kardavec umbenannt. 1960 wurde Kardavec schließlich elektrifiziert. Im Jahre 1991 hatte Kardavec 75 Einwohner, beim Zensus von 2001 lebten in den 30 Wohnhäusern 72 Personen. Kardavec besteht heute aus 49 Adressen.

## Ortsgliederung
Der Ortsteil Kardavec bildet einen Katastralbezirk. Zu Kardavec gehören die Einschichten Loudilka und Pičínský Mlýn.

## Sehenswürdigkeiten
- Kapelle am Dorfplatz